# 信誼基金會
財團法人信誼基金會是台灣推廣幼兒學前教育與親職教育的專業服務機構，為永豐餘集團創始人何傳（字信誼）與其子何壽山、何壽川捐資創立，當時以濟貧助學為主。1977年，時任董事的何壽川先生和夫人張杏如女士，決定以兒童早期教育作為對社會關懷的主要工作，喚起社會大眾對兒童早期教育的關注、重視。是台灣最早從事推廣幼兒的早期教育與親職教育的先驅。
「守護孩子唯一的童年」，給孩子一個健康快樂的童年，提升幼兒教育的品質，是信誼基金會40多年不變的宗旨。

## 發展歷史概況
- 1977 成立學前教育研究發展中心。
- 1978 發行第一份《學前教育》雜誌。
- 1978 創立第一家專業為幼兒出版圖畫書與教育玩具的信誼基金出版社。
- 1979 建置專門典藏學前教育資料的資料館。
- 1981 成立第一座室內幼兒遊戲場「樂樂園」，是台灣「親子館」的雛型。
- 1981 發行第一份幼兒雜誌《小袋鼠幼兒雜誌》。
- 1987 創設「信誼幼兒文學獎」培育圖畫書創作人才，為台灣幼兒文學踏出第一步。
- 1988 設立第一座專屬「幼兒圖書館」，提倡「親子共讀」。
- 1990 設置教養諮詢專線，每年統計發表「父母教養問題排行榜」。
- 1992 首次在波隆那書展展示台灣版品，讓世界看見台灣作品。
- 1994 推出幼兒園《小袋鼠幼兒主題統整課程》，倡導幼兒統整學習。
- 1994 成立「小袋鼠說故事劇團」，倡議「愛就是為孩子說一個故事」，提出「多元閱讀」主張。
- 1994 成立「父母學苑」開辦父母成長課程，主張「參與孩子的明天，父母需要更多的學習」。
- 2000 舉辦第一屆信誼嬰幼兒發展國際研討會。兩年一次，邀請世界頂尖學者、專家分享交流研究成果。
- 2001 首創整合型父母網站，提供孕期-8歲父母社群與多元服務。
- 2002 授權南京師大在大陸出版《幼兒園活動整合課程》。
- 2004 起 十年間連續承辦各縣市「兒童閱讀月」與「寶寶愛看書」閱讀推廣專案。
- 2005 受工研院委託開始經營新竹光明幼兒園與工研幼兒園。
- 2006 引進並啟動台灣Bookstart閱讀起步走運動。
- 2006 與法國Bayard合作出版《小太陽1-3歲幼兒雜誌》，2008擴大合作《小太陽4-7歲幼兒雜誌》。
- 2008 邀請不同領域專家網路駐站服務，提供線上專題諮詢服務。
- 2009 起 響應國際Bookstart Day，年年舉辦全台圖書館串連活動，深耕親子共讀。
- 2009 增設「兒童動畫獎」，2014年信誼兒童動畫獎獨立徵獎並增設國際獎項。
- 2010 結合會員資料庫，首創推出依0-8歲孩子週數推送的分齡「育兒電子報」服務。
- 2014 連續四年承接宜蘭國際童玩藝術節，建置「0-6歲親子遊戲館」。
- 2014 起 與NSO國家交響樂團(台灣)跨界合作，打造結合古典音樂、圖畫書與遊戲的親子專屬音樂會。
- 2016 親子館擴大為「信誼好好生活廣場」以複合式親子生活空間服務家庭。
- 2017 出版《收集陽光．顏色．文字》將信誼實驗幼兒園深度閱讀引導經驗轉化分享。
- 2019 推出進化版數位親職服務—「信誼好好育兒網」，幫助父母掌握最新育兒趨勢。
- 2022 推出「信誼專家講堂」，虛實共融教養零距離。
- 2023「信誼幼兒文學獎」擴大為「信誼兒童文學獎」，圖畫書與兒童文學創作同時徵稿。
- 2024 起 信誼書籍全面採用FSC認證紙張，以行動支持守護森林資源的承諾，為永續發展貢獻努力。

## 重要獲獎紀錄
- 1984  原創《幼幼圖書》系列的《白米洞》榮獲兒童讀物類金鼎獎。
- 1990  台語兒歌集《紅田嬰》榮獲第10屆金曲獎「最佳兒童樂曲唱片獎」與「最佳演唱人獎」。
- 1995 《學前教育》月刊雜誌首次榮獲行政院新聞局「金鼎獎」，陸續共六度獲獎肯定。
- 1998  信誼榮獲全國教育學術團體聯合年會頒贈「木鐸獎」。
- 2002  信誼榮獲教育部頒發「推廣社會教育有功團體獎」。
- 2003　第15屆信誼幼兒文學獎得獎作品《Guji Guji》獲美國《紐約時報》圖書暢銷排行TOP10。作者陳致元榮獲2015年瑞典IBBY小飛俠獎。作品更被瑞典大道劇團改編成兒童劇，於2017年登上紐約藝術舞台。
- 2004  開發Magic Wand魔法筆，榮獲新聞局「最佳數位創新獎」肯定，發展系列有聲幼兒園教材，奠定幼兒數位學習教學基礎。
- 2006  親職叢書《感覺統合套書》獲第31屆金鼎獎最佳社會科學類圖書獎。
- 2006 《小太陽1-3歲幼兒雜誌》附送小太陽生活DVD榮獲第六屆數位出版金鼎獎「最佳加值服務獎」。
- 2008  時任信誼基金會執行長、現任董事長張杏如，獲頒行政院新聞局第三十二屆金鼎獎「特別貢獻獎」。
- 2008  圖畫書《團圓》榮獲第一屆豐子愷兒童圖畫書獎首獎，也是第一本獲選美國紐約時報年度最佳兒童圖畫書的華文原創書。
- 2012  信誼實驗幼兒園以「閱讀討論」實驗課程榮獲教育部「全國創意教學」特優獎榮譽。
- 2014  信誼實驗幼兒園以「愛想、愛說、愛閱讀－孩子的深度閱讀課程」獲教育部「教育卓越獎金質獎」最高榮譽。
- 2017 「信誼小太陽親子館」遊戲探索學習空間，大樹下市集設計榮獲義大利「A’Design Award」銀牌設計獎。
- 2022  第32屆信誼幼兒文學獎圖畫書創作獎作品《企鵝演奏會》，獲得第46屆金鼎獎優良出版品推薦。
- 2023  獲教育部112年度表揚推展家庭教育績優團體獎。
- 2023  文化部第16屆文馨獎特別獎，頒發信誼幼兒文學獎「人才培育獎」。
- 2023  以「童樂無礙，好好育兒」分別獲得APSAA亞太永續行動獎、TSAA台灣永續行動獎的「SDG4教育品質」金獎及銀獎。
- 2023 圖畫書 《不一樣的1》獲得第八屆「豐子愷兒童圖畫書」首獎。

## 服務單位
- 親職教育
  - 信誼好好育兒網 （页面存档备份，存于）
  - 線上教養諮詢 （页面存档备份，存于）
  - 分齡育兒電子報 （页面存档备份，存于）
  - 好孕袋申請 （页面存档备份，存于）

- 幼兒教育
  - 實驗幼兒園 （页面存档备份，存于）
  - 小袋鼠幼師網 （页面存档备份，存于）
  - 和誼創新 （页面存档备份，存于）

- 出版服務
  - 信誼基金出版社
  - 上誼文化
  - 信誼小太陽親子書房 （页面存档备份，存于）

- 推廣服務
  - Bookstart閱讀起步走 （页面存档备份，存于）
  - 信誼小太陽親子館 （页面存档备份，存于）
  - 信誼小太陽親子學堂 （页面存档备份，存于）
  - 小袋鼠說故事劇團

- 人才培育
  - 信誼兒童文學獎 （页面存档备份，存于）
  - 信誼兒童動畫獎 （页面存档备份，存于）

## 外部連結
- 《信誼基金會網站》 （页面存档备份，存于）（中文）
- 《信誼好好育兒》 （页面存档备份，存于）（中文）
- 《小袋鼠幼師網》 （页面存档备份，存于）（中文）